# Ctenophthalmus cryptotis
Ctenophthalmus cryptotis är en loppart som beskrevs av Traub et Barrera 1966. Ctenophthalmus cryptotis ingår i släktet Ctenophthalmus och familjen mullvadsloppor. Inga underarter finns listade i Catalogue of Life.